# يوشيو سوجيموتو
يوشيو سوجيموتو (باليابانية: 杉本良夫؛ بالكانا: すぎもと よしお) هو عالم اجتماع ياباني، ولد في 7 ديسمبر 1939 في نيشينومايا في اليابان.